# Pallacanestro Brescia 2021-2022
Questa voce raccoglie le informazioni riguardanti la Pallacanestro Brescia nelle competizioni ufficiali della stagione 2021-2022.

## Stagione
La stagione 2021-2022 della Pallacanestro Brescia sponsorizzata Germani, è la 6ª nel massimo campionato italiano di pallacanestro, la Serie A.

## Roster
Aggiornato al 23 agosto 2021.
| Germani Pallacanestro Brescia 2021-2022 | Germani Pallacanestro Brescia 2021-2022 |
| Giocatori                               | Staff tecnico                           |
| --------------------------------------- | --------------------------------------- |

| N. | Naz.                                       | Ruolo | Nome                        | Anno | Alt.   | Peso   |  |
| -- | ------------------------------------------ | ----- | --------------------------- | ---- | ------ | ------ |  |
| 00 | Stati Uniti (bandiera)                     | AC    | John Brown                  | 1992 | 203 cm | 98 kg  |  |
| 1  | Stati Uniti (bandiera)                     | AG    | Kenny Gabriel               | 1989 | 206 cm | 99 kg  |  |
| 2  | Stati Uniti (bandiera)                     | G     | Lee Moore                   | 1995 | 193 cm | 79 kg  |  |
| 3  | Canada (bandiera)                          | P     | Naz Mitrou-Long             | 1993 | 193 cm | 99 kg  |  |
| 6  | Italia (bandiera)                          | PG    | Alleia Ivan Mobio           | 2004 | 200 cm | 85 kg  |  |
| 7  | Stati Uniti (bandiera)                     | GA    | John Petrucelli             | 1992 | 193 cm | 82 kg  |  |
| 8  | Italia (bandiera)                          | G     | Amedeo Della Valle          | 1993 | 194 cm | 90 kg  |  |
| 12 | Camerun (bandiera) · Italia (bandiera)     | A     | Paul Eboua                  | 2000 | 203 cm | 97 kg  |  |
| 17 | Italia (bandiera)                          | PG    | Salvatore Parrillo          | 1992 | 192 cm | 92 kg  |  |
| 20 | Stati Uniti (bandiera)                     | C     | Mike Cobbins                | 1992 | 203 cm | 104 kg |  |
| 21 | Italia (bandiera)                          | AC    | Loan Stephane Djiya Biatcha | 2003 | 202 cm | 90 kg  |  |
| 23 | Stati Uniti (bandiera) · Italia (bandiera) | AC    | Christian Burns             | 1985 | 203 cm | 110 kg |  |
| 24 | Italia (bandiera)                          | P     | Tommaso Laquintana          | 1995 | 188 cm | 80 kg  |  |
| 33 | Italia (bandiera)                          | A     | Francesco Rodella           | 2003 | 200 cm | 85 kg  |  |
| 34 | Stati Uniti (bandiera)                     | A     | David Moss (C)              | 1983 | 196 cm | 100 kg |  |
| -  | Argentina (bandiera)                       | P     | Santiago Corona             | 2003 | 200 cm |        |  |
| -  | Italia (bandiera)                          | P     | Luca Vitali (IN)            | 1986 | 201 cm | 85 kg  |  |

| Allenatore                                                                                             |
| - Alessandro Magro                                                                                     |
| Assistente/i                                                                                           |
| - Matteo Cotelli - Emanuele Di Paolantonio Legenda - (C) Capitano - (IN) Inattivo - Infortunato Roster |

## Mercato

### Sessione estiva
| Acquisti | Acquisti                | Acquisti         | Acquisti      | Acquisti |
| R.       | Nome                    | da               | Modalità      |          |
| -------- | ----------------------- | ---------------- | ------------- | -------- |
| ALL      | Alessandro Magro        | Dąbrowa Górnicza | svincolato    |          |
| ALL      | Emanuele Di Paolantonio | Pall. Mantovana  | svincolato    |          |
| G        | Amedeo Della Valle      | Budućnost        | svincolato    |          |
| G        | Lee Moore               | Dąbrowa Górnicza | svincolato    |          |
| G        | John Petrucelli         | Ulma             | svincolato    |          |
| P        | Tommaso Laquintana      | Pall. Trieste    | svincolato    |          |
| AC       | Christian Burns         | Napoli Basket    | fine prestito |          |
| PG       | Naz Mitrou-Long         | F.W. Mad Ants    | svincolato    |          |
| AG       | Kenny Gabriel           | Mornar Bar       | svincolato    |          |
| A        | Paul Eboua              | V.L. Pesaro      | svincolato    |          |
| C        | Michael Cobbins         | Maccabi Haifa    | svincolato    |          |

| Cessioni | Cessioni           | Cessioni         | Cessioni                | Cessioni |
| R.       | Nome               | a                | Modalità                |          |
| -------- | ------------------ | ---------------- | ----------------------- | -------- |
| AC       | Christian Burns    | Napoli Basket    | prestito                |          |
| ALL      | Maurizio Buscaglia | Hapoel Holon     | fine contratto          |          |
| ALL      | Giacomo Baioni     | Dinamo Sassari   | fine contratto          |          |
| ALL      | Vincenzo Esposito  | Free agent       | fine contratto          |          |
| G        | Tyler Kalinoski    | Breogán          | fine contratto          |          |
| P        | Kenny Chery        | Avtodor Saratov  | fine contratto          |          |
| AC       | Darral Willis      | Free agent       | fine contratto          |          |
| G        | Giordano Bortolani | Olimpia Milano   | risoluzione prestito    |          |
| AG       | Jeremiah Wilson    | N.P.C. Rieti     | risoluzione consensuale |          |
| AG       | Brian Sacchetti    | Scaligera Verona | risoluzione consensuale |          |
| GA       | Drew Crawford      | Andorra          | rescissione             |          |

### Dopo l'inizio della stagione
| Acquisti | Acquisti   | Acquisti     | Acquisti       | Acquisti   |
| R.       | Nome       | da           | Data           | Modalità   |
| -------- | ---------- | ------------ | -------------- | ---------- |
| AC       | John Brown | UNICS Kazan' | 11 aprile 2022 | svincolato |

| Cessioni | Cessioni    | Cessioni      | Cessioni        | Cessioni    |
| R.       | Nome        | a             | Data            | Modalità    |
| -------- | ----------- | ------------- | --------------- | ----------- |
| P        | Luca Vitali | Napoli Basket | 28 gennaio 2022 | rescissione |